# Przygórze
Przygórze est une localité polonaise de la gmina de Nowa Ruda, située dans le powiat de Kłodzko en voïvodie de Basse-Silésie.